# Площадь Свободы (Тайбэй)
Пло́щадь Свобо́ды (кит. трад. 自由廣場, упр. 自由广场, пиньинь Zìyóu Guǎngchǎng, палл. Цзыю Гуанчан) — главная площадь Тайбэя. Площадь, расположенная в районе Чжунчжэн, занимает территорию 240 000 квадратных метров. Название площади напоминает о важных исторических событиях, происходивших здесь во времена перехода Тайваня от однопартийного правления к современной демократии в 1990-х годах.

## Описание
Площадь Свободы служит основным местом для проведения массовых мероприятий в Тайбэе и является местом расположения трёх крупных достопримечательностей города, а также общественных парков. В восточной части площади находится Национальный мемориальный зал Чана Кайши. С северной стороны расположен Национальный концертный зал, а с южной Национальный театр. Также, площадь окружает парк, а с западной стороны имеются главные ворота площади. Площадь находится в пределах видимости здания Президентского дворца.
На площади Свободы проходят церемонии встречи президентом Тайваня различных иностранных высокопоставленных лиц. Толпы собираются на площади в течение всего года для проведения фестивалей и концертов. На площади в Тайбэе регулярно проходит праздник фонарей. Часто, на площади можно встретить студентов, спортсменов и солдат, занимающихся упражнениями или танцами. Ежегодно в Национальном театре и Концертном зале проводится более 800 мероприятий, выходящих на площадь.
В парках, окружающих площадь, имеются ухоженные газоны, деревья и тропы. В прудах плавают красочные кои, традиционно присутствующие в садах Восточной Азии. В парках жители города регулярно занимаются более спокойными видами деятельности, такие как го, тхэквондо, тайцзицюань и другие боевые искусства. В окрестностях парков выступают праздничные оркестры, почетный караул и группы с традиционными китайскими танцами.

## История
Площадь появилась в 1970-х годах в то время, когда Тайвань оставался под единоличным правлением Гоминьдана. Архитектор Ян Чжочэн задумал площадь в рамках строительства мемориала Чана Кайши, президента Китайской Республики, который перебрался на Тайвань после свержения режима Гоминьдана в Китае во время Гражданской войны. Впервые, для общественности площадь открылась как Мемориальная площадь Чана Кайши, после смерти Чана в 1975 году.
Площадь стала центром событий в 1980-х и начале 1990-х годов, которые привели Тайвань в эпоху современной демократии. Из множества демократических демонстраций, которые прошли на площади, наиболее влиятельным было студенческое движение «Диких лилий» в 1990 году. Движение послужило толчком к далеко идущим политическим реформам президента Ли Дэнхуэя и к первым народным выборам национальных лидеров в 1996 году.
Важность площади в развитии демократии на Тайване привела к тому, что в 2007 году президентом Чэнь Шуйбянем она была названа площадью Свободы. Хотя объявление о новом названии было встречено враждебно в про-гоминьдановском лагере, оно было подтверждено официальными лицами.
Надписи над воротами, в том числе над главными, с названием площади, выполнены в стиле каллиграфии Вана Сичжи (династия Цзинь). Этот стиль был отмечен за его жизнеспособность, движение и свободу. Символы располагаются слева направо, следуя современной практике на Тайване, а не в порядке справа налево, используемом в древней китайской традиции.
В течение нескольких недель после изменения названия, площадь была местом демонстраций по вопросу освобождения Тибета, и в течение года здесь проводились митинги на право голоса и собраний студенческим движением Ецаомэй (кит. 野草莓運動). В феврале 2017 года Министерство культуры Тайваня объявило о планах превращения Мемориального зала Чана Кайши в национальный центр для «изучения истории, признания агонии и уважения прав человека».

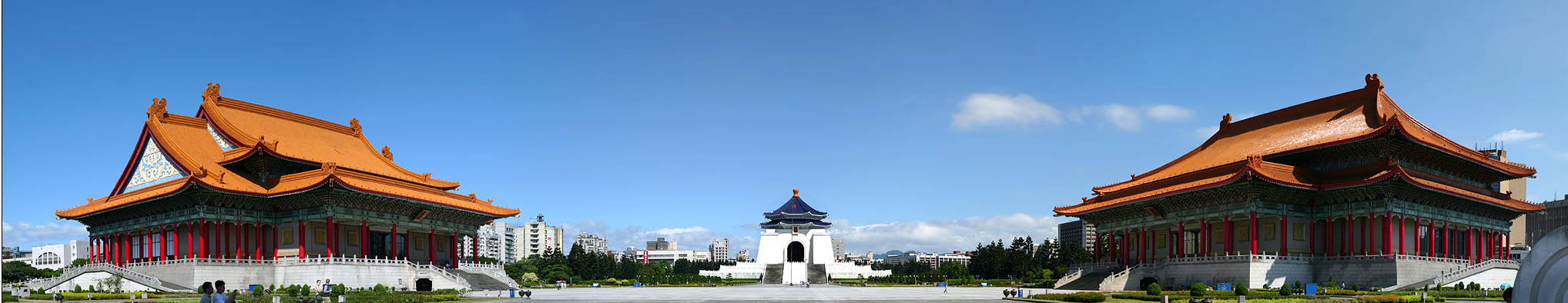
Панорама площади, вид от главных ворот

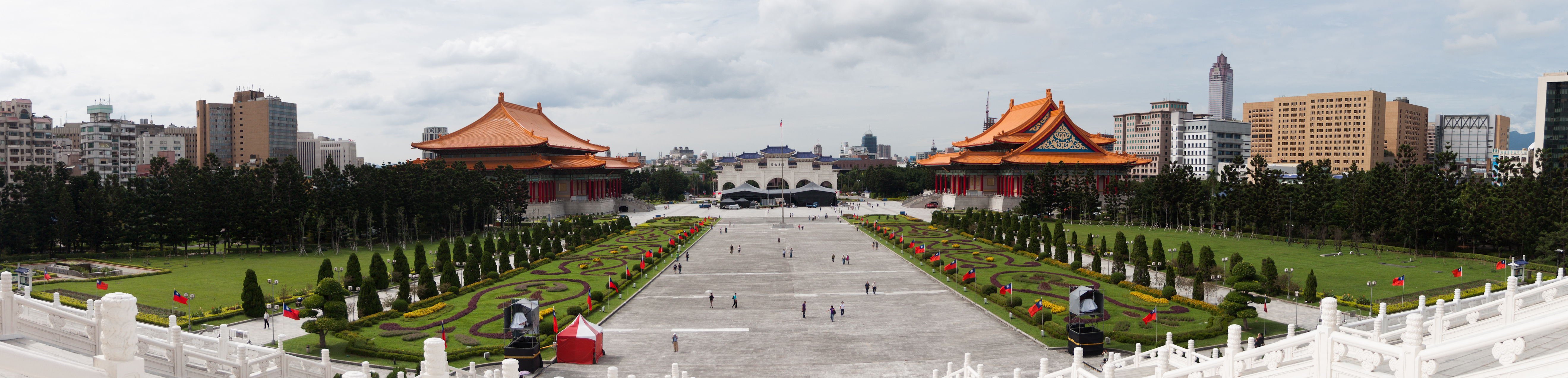
Панорама площади, вид от Мемориала Чана Кайши